# Mistrzostwa Świata w Hokeju na Lodzie 2011
Mistrzostwa Świata w Hokeju na Lodzie 2011 – 75. edycja mistrzostw świata organizowane przez IIHF, która odbyła się po raz pierwszy na Słowacji. Turniej Elity odbył się w dniach 29 kwietnia-15 maja, a miastami goszczącymi najlepsze drużyny świata były Koszyce i Bratysława.
Czas i miejsce rozgrywania pozostałych turniejów:
- Dywizja I Grupa A: 17-23 kwietnia, Budapeszt (Węgry)
- Dywizja I Grupa B: 17-23 kwietnia, Kijów (Ukraina)
- Dywizja II Grupa A: 4-10 kwietnia, Melbourne (Australia)
- Dywizja II Grupa B: 10-16 kwietnia, Zagrzeb (Chorwacja)
- Kwalifikacje do Dywizji II: 11-17 kwietnia, Kapsztad (Południowa Afryka)

## Elita
| Msc. | Reprezentacja     |
| ---- | ----------------- |
|      | Finlandia         |
|      | Szwecja           |
|      | Czechy            |
| 4    | Rosja             |
| 5    | Kanada            |
| 6    | Norwegia          |
| 7    | Niemcy            |
| 8    | Stany Zjednoczone |
| 9    | Szwajcaria        |
| 10   | Słowacja          |
| 11   | Dania             |
| 12   | Francja           |
| 13   | Łotwa             |
| 14   | Białoruś          |
| 15   | Austria           |
| 16   | Słowenia          |

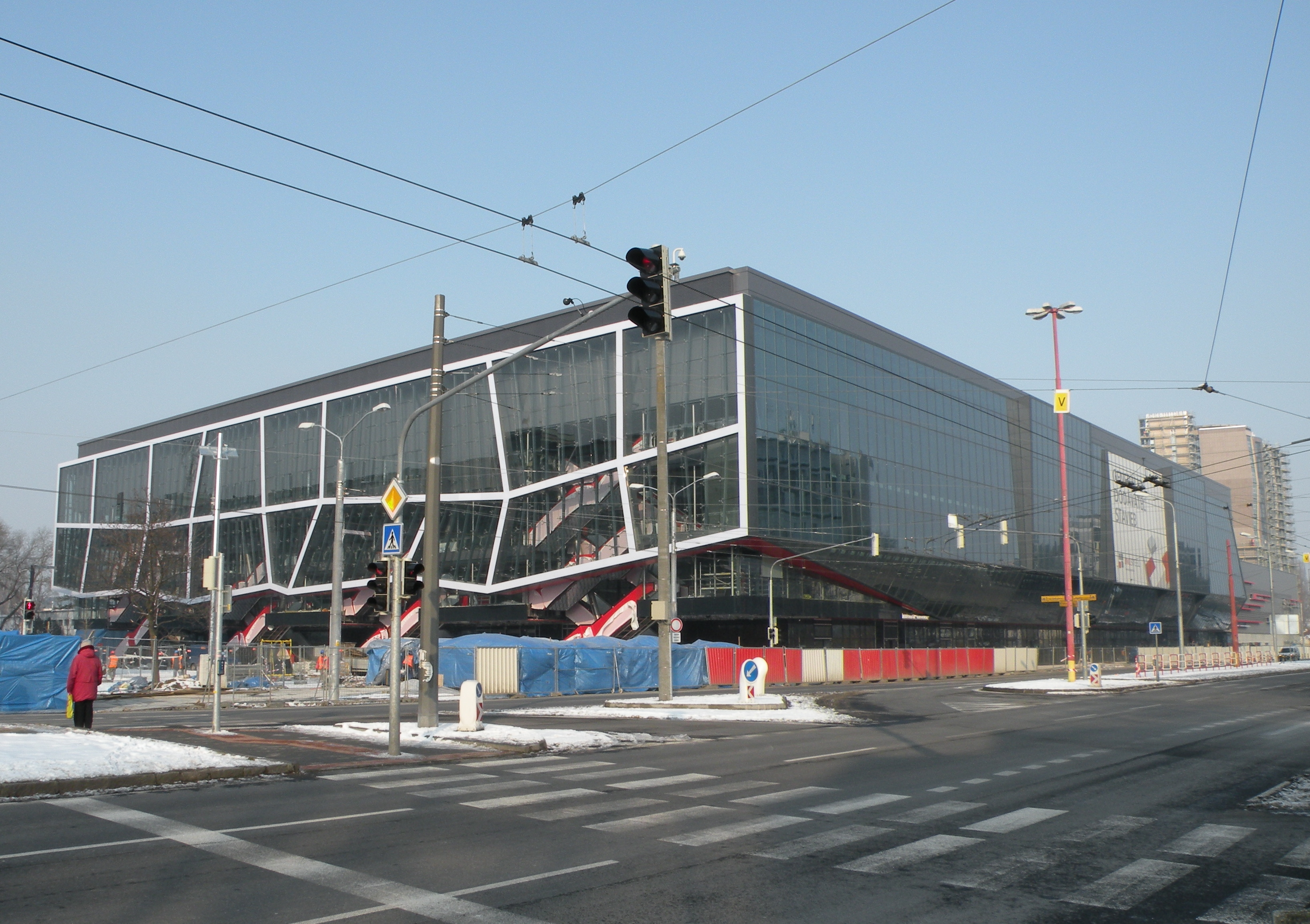
Samsung-Arena

W tej części mistrzostw uczestniczy 16 najlepszych drużyn na świecie. System rozgrywania meczów jest inny niż w niższych dywizjach. Najpierw odbywają się dwie fazy grupowe, a potem systemem pucharowym 8 drużyn walczy o mistrzostwo. Najgorsze drużyny w pierwszej fazie grupowej grają między sobą systemem każdy z każdym. Dwie drużyny spadają do pierwszej dywizji. Mecze zostaną rozegrane na Słowacji po raz pierwszy w historii.
Hale w których odbyły się zawody to:

Samsung-Arena (o pojemności 10 115 miejsc)

Steel Aréna (o pojemności 8 378 miejsc)
Zawody odbędą się w dniach 29 kwietnia - 15 maja 2011 roku. Pierwsze dwa mecze odbyły się o tej samej godzinie (16:15). W Bratysławie odbył się mecz Niemców oraz Rosjan. W Koszycach jako pierwsi zagrali Szwajcarzy oraz Francuzi. Pierwszą bramkę w turnieju zdobył Niemiec Thomas Greilinger. W meczu pomiędzy Niemcami i Finlandią strzelono najszybszą bramkę mistrzostw. W trzynastej sekundzie meczu do bramki rywali trafił Tuomo Ruutu.
Wybór gospodarza mistrzostw
| Państwo  | Głosy |
| -------- | ----- |
| Słowacja | 70    |
| Szwecja  | 20    |
| Węgry    | 14    |

Królem strzelców został Fin Jarkko Immonen zdobywca 9 bramek. Zawodnik ten był również najskuteczniejszy w punktacji kanadyjskiej, w której uzbierał łącznie 12 punktów (9 bramek i 3 asysty). Najlepszym asytetem został Norweg Mathis Olimb, który ośmiokrotnie pomógł kolegom z drużyny zdobyć bramkę. Do piątki gwiazd zaliczono: bramkarza reprezentacji Szwecji Viktora Fastha, obrońców: Szweda Petraska i Czecha Židlickýego oraz napastników: Czecha Jágra, Szweda Berglunda oraz Immonena. MVP turnieju został wybrany Viktor Fasth.

## Pierwsza dywizja
Grupa A
| Lp. | Drużyna          |
| --- | ---------------- |
| 1   | Włochy           |
| 2   | Węgry            |
| 3   | Korea Południowa |
| 4   | Holandia         |
| 5   | Hiszpania        |
| -   | Japonia          |

Grupa B
| Lp. | Drużyna         |
| --- | --------------- |
| 1   | Kazachstan      |
| 2   | Wielka Brytania |
| 3   | Ukraina         |
| 4   | Polska          |
| 5   | Litwa           |
| 6   | Estonia         |

Pierwotnie w mistrzostwach pierwszej dywizji miało uczestniczyć 12 zespołów, które zostały podzielone na dwie grupy po 6 drużyn. Rozegrały one mecze systemem każdy z każdym. Zwycięzcy turniejów awansowali do mistrzostw świata elity w 2012 roku, zaś najsłabsze drużyny zostały zdegradowane do drugiej dywizji.
Grupa A rozgrywała swoje mecze w węgierskiej stolicy - Budapeszcie. Mecze odbyły się w dniach 17 - 23 kwietnia 2011 roku. W tym turnieju miała uczestniczyć reprezentacja Japonii, jednak Japońska Federacja hokeja na lodzie wycofała się z mistrzostw w związku z katastrofalnym w skutkach tsunami, mające miejsce po trzęsieniu ziemi. Z tego względu w mistrzostwach świata I Dywizji brało udział 11 zespołów.
Grupa B rozgrywała swoje mecze w ukraińskiej stolicy - Kijowie. Mecze odbyły się w dniach 17 - 23 kwietnia 2010 roku.

Mecze Polaków:
| 17 kwietnia 2011 | Litwa | 1:5 | Polska | Pałac Sportu, Kijów |

| Szczegóły      | Szczegóły                | Szczegóły     | Szczegóły | Szczegóły                              |
| -------------- | ------------------------ | ------------- | --- | -------------------------------------- |
| Godzina: 16:00 | P. Rulevicius 12:21 (PP) | 1:2, 0:2, 0:1 | 09:19 (PP) M. Danieluk 15:00 (PP) J. Witecki 38:38 (SH) J. Rzeszutko 39:38 (EQ) M. Łopuski 51:02 (PP) M. Kolusz | Widzów: 2813 Sędzia główny: Jan Hribik |

| 18 kwietnia 2011 | Polska | 8:3 | Estonia | Pałac Sportu, Kijów |

| Szczegóły      | Szczegóły | Szczegóły       | Szczegóły                                                       | Szczegóły                                  |
| -------------- | --- | --------------- | --------------------------------------------------------------- | ------------------------------------------ |
| Godzina: 12:30 | K. Zapała 05:47 (EQ) M. Łopuski 23:58 (EQ) M. Urbanowicz 36:55 (EQ) M. Łopuski 41:03 (EQ) M. Kolusz 42:37 (EQ) J. Rzeszutko 49:18 (SH) K. Dziubiński 52:39 (EQ) G. Pasiut 54:42 (EQ) | (1:0, 2:1, 5:2) | 21:00 (EQ) A. Petrov 55:37 (EQ) A. Sibirtsev 58:01 (EQ) D. Suur | Widzów: 875 Sędzia główny: Richard Schuetz |

| 20 kwietnia 2011 | Ukraina | 4:1 | Polska | Pałac Sportu, Kijów |

| Szczegóły      | Szczegóły                                                                                      | Szczegóły       | Szczegóły            | Szczegóły                              |
| -------------- | ---------------------------------------------------------------------------------------------- | --------------- | -------------------- | -------------------------------------- |
| Godzina: 19:30 | A. Michnow 14:47 (PP) O. Szafarenko 23:54 (EQ) O. Tymczenko 33:37 (EQ) O. Tymczenko 39:58 (PP) | (1:0, 3:1, 0:0) | 39:23 (SH) G. Pasiut | Widzów: 6676 Sędzia główny: Jan Hribik |

| 21 kwietnia 2011 | Polska | 2:4 | Kazachstan | Pałac Sportu, Kijów |

| Szczegóły      | Szczegóły                                          | Szczegóły       | Szczegóły                                                                                       | Szczegóły                               |
| -------------- | -------------------------------------------------- | --------------- | ----------------------------------------------------------------------------------------------- | --------------------------------------- |
| Godzina: 16:00 | M. Urbanowicz 41:06 (EQ) L. Laszkiewicz 50:06 (PP) | (0:2, 0:1, 2:1) | 05:57 (EQ) M. Bielajew 11:37 (PP) R. Sawczenko 34:58 (EQ) K. Puszkariow 59:08 (EN) M. Siemionow | Widzów: 1538 Sędzia główny: David Lewis |

| 23 kwietnia 2011 | Polska | 2:3 | Wielka Brytania | Pałac Sportu, Kijów |

| Szczegóły      | Szczegóły                                         | Szczegóły       | Szczegóły                                                         | Szczegóły                              |
| -------------- | ------------------------------------------------- | --------------- | ----------------------------------------------------------------- | -------------------------------------- |
| Godzina: 15:00 | F. Drzewiecki 06:51 (EQ) K. Dziubiński 33:36 (EQ) | (1:2, 1:0, 0:1) | 13:15 (PP) J. Weaver 13:55 (EQ) R. Cowley 53:04 (PP) B. O' Connor | Widzów: 1754 Sędzia główny: Jan Hribik |

## Druga dywizja
Grupa A
| Lp. | Drużyna        |
| --- | -------------- |
| 1   | Australia      |
| 2   | Nowa Zelandia  |
| 3   | Serbia         |
| 4   | Belgia         |
| 5   | Meksyk         |
| 6   | Korea Północna |

Grupa B
| Lp. | Drużyna   |
| --- | --------- |
| 1   | Rumunia   |
| 2   | Chorwacja |
| 3   | Islandia  |
| 4   | Chiny     |
| 5   | Bułgaria  |
| 6   | Irlandia  |

W mistrzostwach drugiej dywizji uczestniczyło 12 zespołów, które zostały podzielone na dwie grupy po 6 zespołów. Rozgrywały one mecze systemem każdy z każdym. Zwycięzcy turniejów awansowali do mistrzostw świata pierwszej dywizji w 2012 roku, zaś najsłabsze drużyny zostały zdegradowane do trzeciej dywizji.
Grupa A rozgrywała swoje mecze w australijskim mieście Melbourne. Mecze odbyły się w dniach 4 - 10 kwietnia 2011 roku.
Grupa B rozgrywała swoje mecze w chorwackiej stolicy - Zagrzebiu. Mecze odbyły się w dniach 10 - 16 kwietnia 2011 roku.

## Trzecia dywizja
| Lp. | Drużyna    |
| --- | ---------- |
| 1   | Izrael     |
| 2   | RPA        |
| 3   | Turcja     |
| 4   | Luksemburg |
| 5   | Grecja     |
| 6   | Mongolia   |

W tej części mistrzostw pierwotnie miało uczestniczyć 6 zespołów, jednakże reprezentacja Mongolii została wycofana przez Mongolski związek Hokeja na Lodzie z powodów finansowych.
Najlepsze dwa zespoły awansowały do drugiej dywizji. Gospodarzem turnieju było miasto Kapsztad w Republice Południowej Afryki.
Zawody odbyły się w dniach od 11 - 17 kwietnia 2011 roku.